# 林巽
林巽（?—?）又名林巽之，(谱载为唐九牧林蕴第9世），北宋时从福建蒲田移居海阳县林蒲陇，旋居澄海北宋广东海阳（今潮安县）人。
天圣年间参加才识兼茂，因得罪权贵，不被取录。庆历年间将政见投入当朝论事的箱中，即“投匦论事”，宋仁宗授徐州议曹，他不接受，毅然南归，世称草范先生。潮州前八贤之一。著有《易范》、《礼乐书》等。林巽墓葬位于今广东省汕头市金平区鮀莲街。